# 托里 (紐約州)
托里（英語：Torrey）是一個位於美國紐約州耶芝縣的鎮。

## 人口
根據2020年美國人口普查的數據，托里的面積為87.22平方千米，當中陸地面積為58.97平方千米，而水域面積為28.27平方千米。當地共有人口1299人，而人口密度為每平方千米15人。